# Giải vô địch bóng đá bãi biển thế giới 2007
Giải vô địch bóng đá bãi biển thế giới 2007 là giải đấu lần thứ 3 của Giải vô địch bóng đá bãi biển thế giới do FIFA quản lý. Nhìn chung, đây là giải đấu lần thứ 13 kể từ khi phiên bản giải đấu của BSWW tổ chức từ năm 1995 đến năm 2004. Được tổ chức tại Rio de Janeiro, Brasil từ ngày 2 đến ngày 11 tháng 11 năm 2007.
Brasil đã giành chức vô địch lần thứ 2 liên tiếp và là danh hiệu vô địch thế giới thứ 11 nói chung.

## Vòng loại

### Khu vực châu Phi
Vòng loại để xác định hai đội châu Phi sẽ thì đấu ở giải vô địch thế giới đã diễn ra tại Durban, Nam Phi trong năm thứ hai liên tiếp từ ngày 3 tháng 7 đến ngày 8 tháng 7. Tám đội đã tham gia giải đấu, tăng so với sáu đội tham gia mùa giải năm 2006, cuối cùng Nigeria giành chức vô địch đầu tiên, và giành quyền tham dự giải vô địch thế giới lần thứ 2 liên tiếp và Senegal giành vị trí á quân, vượt qua vòng loại lần đầu tiên.

### Khu vực châu Á
Vòng loại khu vực châu Á diễn ra tại Dubai, Các Tiểu vương quốc Ả Rập Thống nhất lần thứ hai từ ngày 14 tháng 8 đến ngày 18 tháng 8. Đội chủ nhà Các Tiểu vương quốc Ả Rập Thống nhất đã lần đầu tiên vượt qua vòng loại sau khi đánh bại Nhật Bản trong trận chung kết với tỷ số 4–3. Iran đã đánh bại Bahrain trong trận tranh hạng ba để giành suất thứ 3 tại giải vô địch thế giới năm thứ hai liên tiếp.

### Khu vực châu Âu
Năm thứ hai liên tiếp, các đội châu Âu vượt qua vòng loại thông qua thành công tại Giải bóng đá bãi biển châu Âu 2007. Các quốc gia lọt vào vòng thứ hai của Siêu chung kết đủ điều kiện tham dự World Cup là Bồ Đào Nha, Pháp, Nga và Tây Ban Nha. Để quyết định đội nào sẽ giành được suất thứ năm, các quốc gia bị đánh bại trong cuộc thi đã trở lại để chơi trong một giải đấu loại trực tiếp, với đội chiến thắng sẽ tiến tới World Cup. Quốc gia giành chiến thắng trong giải đấu là Ý đã đánh bại Thụy Sĩ trong trận chung kết.

### Khu vực Bắc Mỹ, Trung Mỹ, Caribe và Nam Mỹ
Do các quốc gia Nam Mỹ không hứng thú với giải vô địch thế giới, CONMEBOL đã hợp tác với CONCACAF để tổ chức Giải vô địch bóng đá bãi biển chung lần thứ hai, sau 2005. Có 7 quốc gia tham dự giải vô địch gồm 3 quốc gia từ Nam Mỹ và 4 quốc gia từ Bắc Mỹ diễn ra từ ngày 9 tháng 8 đến ngày 12 tháng 8 tại Acapulco, México. Hoa Kỳ đã giành chức vô địch sau khi đánh bại Uruguay với tỷ số 4–3 trong trận chung kết. Argentina đánh bại México trong trận tranh hạng ba. Do đó, cả bốn đội được đề cập đều vượt qua vòng loại.

### Khu vực châu Đại Dương
Vòng loại để quyết định một quốc gia duy nhất từ Châu Đại Dương sẽ tham dự giải vô địch thế giới đã diễn ra tại Auckland, New Zealand từ ngày 31 tháng 8 đến ngày 3 tháng 9. Mặc dù Vanuatu chiếm ưu thế ở vòng bảng, nhưng sau đó đã để thua trong trận chung kết trước Quần đảo Solomon, đội đã giành chức vô địch thứ hai và vượt qua vòng loại năm thứ 2 liên tiếp.

### Chủ nhà
Brasil tự động giành quyền tham dự với tư cách là đội chủ nhà.

## Đội tuyển
Dưới đây là các đội tuyển vượt qua vòng loại:
| Khu vực châu Á: - Iran - Nhật Bản - UAE (lần đầu tham dự) Khu vực châu Phi: - Nigeria - Sénégal (lần đầu tham dự) Khu vực châu Âu: - Pháp - Ý - Bồ Đào Nha - Nga - Tây Ban Nha | Khu vực Bắc, Trung Mỹ và Caribe: - México (first appearance) - Hoa Kỳ Khu vực châu Đại Dương: - Quần đảo Solomon Khu vực Nam Mỹ: - Argentina - Uruguay Chủ nhà: - Brasil |

## Địa điểm
Giống như hai mùa giải trước của FIFA được tổ chức tại Rio, giải đấu một lần nữa được diễn ra tại Sân vận động bóng đá bãi biển Copacabana.
| Sân vận động bóng đá bãi biển Copacabana |
| 22°58′N 43°10′T / 22,967°N 43,167°T      |
| Sức chứa: 10,000                         |
|                                          |

## Vòng bảng
16 đội được chia thành 4 bảng, mỗi bảng 4 đội. Mỗi đội đấu với 3 đội khác trong bảng theo thể thức vòng tròn, với hai đội đứng đầu sẽ tiến vào vòng tứ kết. Các trận tứ kết, bán kết và trận chung kết được tổ chức theo thể thức đấu loại trực tiếp.
Tất cả các trận đấu diễn ra theo giờ địa phương ở Rio de Janeiro, (UTC-3)

### Bảng A
| Đội              | ST | T | T+ | B | BT | BB | HS  | Đ |
| ---------------- | -- | - | -- | - | -- | -- | --- | - |
| Brasil           | 3  | 2 | 1  | 0 | 19 | 8  | +11 | 8 |
| México           | 3  | 1 | 1  | 1 | 12 | 11 | +1  | 5 |
| Nga              | 3  | 1 | 0  | 2 | 9  | 6  | +3  | 3 |
| Quần đảo Solomon | 3  | 0 | 0  | 3 | 7  | 22 | –15 | 0 |

| Nga                       | 2–2 (s.h.p.) | México                        |
| ------------------------- | ------------ | ----------------------------- |
| Shkarin 32' · Shaykov 34' | Chi tiết     | Villalobos 14' · Gonzales 27' |
| Loạt sút luân lưu         |              |                               |
| Bolabanov · Shakmelyan    | 1–2          | Villalobos · Rosales          |

| Brasil                                                                                               | 11–2     | Quần đảo Solomon    |
| --- | -------- | ------------------- |
| Buru 2', 31' · Júnior Negrão 6', 36' · Daniel 13', 29' · Bruno 15', 27' · Sidney 23', 23' · Duda 36' | Chi tiết | Mela 23' · Naka 27' |

| México                                             | 4–6      | Brasil                                                          |
| -------------------------------------------------- | -------- | --------------------------------------------------------------- |
| Plata 4' · Gonzales 9' · Villalobos 12' · Cati 19' | Chi tiết | Buru 9', 20' · Andre 11' · Negao 24' · Bruno 24' · Benjamin 34' |

| Quần đảo Solomon      | 2–5      | Nga                                               |
| --------------------- | -------- | ------------------------------------------------- |
| Hale 18' · Anisua 27' | Chi tiết | Leonov 1', 19', 30' · Shishin 2' · Shakmelyan 24' |

| Brasil                                                     | 2–2 (s.h.p.) | Nga                                                                               |
| ---------------------------------------------------------- | ------------ | --------------------------------------------------------------------------------- |
| Andre 19' · Sidney 33'                                     | Chi tiết     | Shishin 30', 31'                                                                  |
| Loạt sút luân lưu                                          |              |                                                                                   |
| Negao · Benjamin · Daniel · Sidney · Mao · Betinho · Bruno | 5–4          | Bolabanov · Pavlikov · Gorchinskiy · Gordonov · Shishin · Bukhlitskiy · Shkmelyan |

| Quần đảo Solomon  | 3–6      | México                                                        |
| ----------------- | -------- | ------------------------------------------------------------- |
| Naka 4', 22', 34' | Chi tiết | 9', 17' Rosales · 14', 29' Plata · 27' Villalobos · 35' Pozos |

### Bảng B
| Đội         | ST | T | T+ | B | BT | BB | HS | Đ |
| ----------- | -- | - | -- | - | -- | -- | -- | - |
| Tây Ban Nha | 3  | 2 | 0  | 1 | 16 | 11 | +5 | 6 |
| Bồ Đào Nha  | 3  | 0 | 2  | 1 | 11 | 12 | –1 | 4 |
| Hoa Kỳ      | 3  | 1 | 0  | 2 | 16 | 20 | –4 | 3 |
| Iran        | 3  | 1 | 0  | 2 | 14 | 14 | 0  | 3 |

| Bồ Đào Nha        | 3–3 (s.h.p.) | Iran                                |
| ----------------- | ------------ | ----------------------------------- |
| Alan 4', 14', 21' | Chi tiết     | Naderi 10' · Mesigar 19' · Dara 30' |
| Loạt sút luân lưu |              |                                     |
| Belchior          | 1–0          | Ghorbanpour                         |

| Hoa Kỳ                                                  | 4–8      | Tây Ban Nha                                                          |
| ------------------------------------------------------- | -------- | -------------------------------------------------------------------- |
| Xexeo 12' · Ibsen 17' · Albuquerque 26' · Chimienti 27' | Chi tiết | Nico 2', 31' · Rumbo 14' · Alvarez 23', 31' · Amarelle 24', 33', 34' |

| Tây Ban Nha                                          | 4–2      | Bồ Đào Nha             |
| ---------------------------------------------------- | -------- | ---------------------- |
| Amarelle 14' · J.Torres 19' · Alvarez 22' · Nico 36' | Chi tiết | Bilro 23' · Madjer 30' |

| Iran                                                                            | 6–7      | Hoa Kỳ                                                                    |
| ------------------------------------------------------------------------------- | -------- | ------------------------------------------------------------------------- |
| Aligoli 17' · Ahmadzadeh 18', 18' · Davoudi 28' · Ghorbanpour 31' · Mesigar 35' | Chi tiết | Nolz 8', 22' · Chimienti 10', 31' · Morales 20' · Astroga 23' · Ibsen 34' |

| Tây Ban Nha                                 | 4–5      | Iran                                                           |
| ------------------------------------------- | -------- | -------------------------------------------------------------- |
| C.Torres 5' · Beiro 14' · J.Torres 14', 34' | Chi tiết | Mesigar 6' · Ghorbanpour 8', 34' · Aligoli 9' · Ahmadzadeh 20' |

| Hoa Kỳ                                                        | 5–6 (s.h.p.) | Bồ Đào Nha                                     |
| ------------------------------------------------------------- | ------------ | ---------------------------------------------- |
| Astorga 17', 21' · Nolz 26' · Chimienti 30' · Albuquerque 35' | Chi tiết     | Madjer 2', 35' · Bilro 8', 39' · Alan 14', 18' |

### Bảng C
| Đội      | ST | T | T+ | B | BT | BB | HS | Đ |
| -------- | -- | - | -- | - | -- | -- | -- | - |
| Sénégal  | 3  | 2 | 1  | 0 | 15 | 8  | +7 | 8 |
| Uruguay  | 3  | 1 | 1  | 1 | 8  | 9  | –1 | 5 |
| Ý        | 3  | 1 | 0  | 2 | 13 | 12 | +1 | 3 |
| Nhật Bản | 3  | 0 | 0  | 3 | 6  | 13 | –7 | 0 |

| Uruguay                      | 3–2 (s.h.p.) | Ý                           |
| ---------------------------- | ------------ | --------------------------- |
| Ricaar 23', 23' · Matias 37' | Chi tiết     | Pasquali 6' · Palamacci 16' |

| Nhật Bản     | 1–4      | Sénégal                                   |
| ------------ | -------- | ----------------------------------------- |
| Yamauchi 34' | Chi tiết | Dieng 5' · Koukpaki 6', 22' · Mbengue 29' |

| Ý                                                                  | 6–3      | Nhật Bản                      |
| ------------------------------------------------------------------ | -------- | ----------------------------- |
| Palmacci 5' · Maiorano 10' · Pasquali 24', 25', 27' · Leghissa 26' | Chi tiết | Tabata 7' · Yamauchi 13', 22' |

| Sénégal                                       | 5–2      | Uruguay                |
| --------------------------------------------- | -------- | ---------------------- |
| Diallo 2' · Koukpaki 8', 29', 31' · Sylla 15' | Chi tiết | Parrillo 6' · Ricar 8' |

| Sénégal                                                       | 6–5 (s.h.p.) | Ý                                                        |
| ------------------------------------------------------------- | ------------ | -------------------------------------------------------- |
| Kbengue 2', 19' · Koukpaki 8', 39' · Mbengue 9' · Thioune 35' | Chi tiết     | Palmacci 1' · Pasquali 8', 9' · Maiorano 13' · Feudi 15' |

| Nhật Bản                  | 2–3      | Uruguay                               |
| ------------------------- | -------- | ------------------------------------- |
| Yamauchi 5' · Arakaki 17' | Chi tiết | Parrillo 1' · Ricar 33' · Pampero 35' |

### Bảng D
| Đội       | ST | T | T+ | B | BT | BB | HS | Đ |
| --------- | -- | - | -- | - | -- | -- | -- | - |
| Nigeria   | 3  | 1 | 2  | 0 | 14 | 12 | +2 | 7 |
| Pháp      | 3  | 1 | 1  | 1 | 11 | 10 | +1 | 5 |
| Argentina | 3  | 1 | 0  | 2 | 9  | 9  | 0  | 3 |
| UAE       | 3  | 0 | 0  | 3 | 13 | 16 | –3 | 0 |

| Nigeria                                                       | 5–3      | Argentina                                |
| ------------------------------------------------------------- | -------- | ---------------------------------------- |
| Ibrahim 4' · Uhunmwangho 12' · Onigbo 15' · Okemmiri 16', 21' | Chi tiết | Casado 8' · S. Hilaire 22' · Andrade 23' |

| UAE                                            | 5–6      | Pháp                                        |
| ---------------------------------------------- | -------- | ------------------------------------------- |
| Bashir 5', 23', 26' · Sadeqi 20' · Aljesmi 35' | Chi tiết | Basquaise 4', 9' · Samoun 9', 18', 22', 36' |

| Argentina                                    | 4–2      | UAE                     |
| -------------------------------------------- | -------- | ----------------------- |
| F. Hilaire 2', 27' · Minici 15' · Casado 21' | Chi tiết | Mesaabi 5' · Sadeqi 22' |

| Pháp                                      | 3–3 (s.h.p.) | Nigeria                        |
| ----------------------------------------- | ------------ | ------------------------------ |
| Castro 13' · François 36' · Basquaise 36' | Chi tiết     | Okpara 11', 20' · Usman 33'    |
| Loạt sút luân lưu                         |              |                                |
| François · Pérez · Samoun                 | 2–3          | Onigbo · Uhunmwangho · Olawale |

| Pháp                       | 2–2 (s.h.p.) | Argentina                   |
| -------------------------- | ------------ | --------------------------- |
| Basquaise 3' · François 6' | Chi tiết     | E. Hilaire 18' · Minici 26' |
| Loạt sút luân lưu          |              |                             |
| Castro · Pérez · François  | 2–1          | Minici · Lopez · Casado     |

| UAE                                                            | 6–6 (s.h.p.) | Nigeria                                                   |
| -------------------------------------------------------------- | ------------ | --------------------------------------------------------- |
| Alabadla 9', 10', 23' · Albloushi 12' · Karim 22' · Bashir 35' | Chi tiết     | Okpara 4' · Okemmiri 4' · Olawale 5', 7', 15' · Usman 31' |
| Loạt sút luân lưu                                              |              |                                                           |
| Bashir                                                         | 0–1          | Olawale                                                   |

## Vòng đấu loại trực tiếp
|  | Tứ kết          | Tứ kết           |                  |       | Bán kết       | Bán kết       |  |  | Chung kết | Chung kết |
|  |                 |                  |                  |       |               |               |  |  |           |           |
|  | 8 November 2007 |                  |                  |       |               |               |  |  |           |           |
|  |                 |                  |                  |       |               |               |  |  |           |           |
|  | Tây Ban Nha     | 4                |                  |       |               |               |  |  |           |           |
|  | Tây Ban Nha     | 4                | 10 November 2007 |       |               |               |  |  |           |           |
|  | México          | 5                |                  |       |               |               |  |  |           |           |
|  | México          | 5                | México           | 5     |               |               |  |  |           |           |
|  | 8 November 2007 |                  | México           | 5     |               |               |  |  |           |           |
|  |                 | Uruguay          | 2                |       |               |               |  |  |           |           |
|  | Nigeria         | Uruguay          | 2                | 1     |               |               |  |  |           |           |
|  | Nigeria         |                  | 11 November 2007 | 1     |               |               |  |  |           |           |
|  | Uruguay         | 3                |                  |       |               |               |  |  |           |           |
|  | Uruguay         | 3                | México           | 2     |               |               |  |  |           |           |
|  | 8 November 2007 |                  | México           | 2     |               |               |  |  |           |           |
|  |                 | Brasil           | 8                |       |               |               |  |  |           |           |
|  | Brasil          | Brasil           | 8                | 10    |               |               |  |  |           |           |
|  | Brasil          | 10 November 2007 |                  | 10    |               |               |  |  |           |           |
|  | Bồ Đào Nha      | 7                |                  |       |               |               |  |  |           |           |
|  | Bồ Đào Nha      | 7                | Brasil           | 6     |               |               |  |  |           |           |
|  | 8 November 2007 |                  | Brasil           | 6     |               |               |  |  |           |           |
|  |                 | Pháp             | 2                |       | Tranh hạng ba | Tranh hạng ba |  |  |           |           |
|  | Sénégal         | Pháp             | 2                | 3     | Tranh hạng ba | Tranh hạng ba |  |  |           |           |
|  | Sénégal         |                  | 11 November 2007 | 3     |               |               |  |  |           |           |
|  | Pháp            | 6                |                  |       |               |               |  |  |           |           |
|  | Pháp            | 6                | Uruguay (p)      | 2 (1) |               |               |  |  |           |           |
|  |                 |                  |                  |       |               |               |  |  |           |           |
|  | Pháp            | 2 (0)            |                  |       |               |               |  |  |           |           |
|  | Pháp            | 2 (0)            |                  |       |               |               |  |  |           |           |

### Tứ kết
| Tây Ban Nha                                       | 4–5      | México                                                       |
| ------------------------------------------------- | -------- | ------------------------------------------------------------ |
| Alvarez 14' · Beiro 14' · C.Torres 16' · Adam 32' | Chi tiết | Villalobos 16', 34' · Gonzales 18' · Plata 26' · Salazar 32' |

| Brasil                                                                            | 10–7     | Bồ Đào Nha                                           |
| --------------------------------------------------------------------------------- | -------- | ---------------------------------------------------- |
| Sidney 2', 4' · Andre 11', 27' · Buru 12', 34', 36' · Daniel 13', 30' · Bruno 16' | Chi tiết | Madjer 1', 13', 27', 28', 34' · Alan 3' · Hernani 5' |

| Sénégal                             | 3–6      | Pháp                                                                 |
| ----------------------------------- | -------- | -------------------------------------------------------------------- |
| Thiaw 13' · Dieng 14' · Mbengue 27' | Chi tiết | Pérez 1' · Ottavy 3' · Ruggeri 17' · François 27', 33' · Tanagro 30' |

| Nigeria     | 1–3      | Uruguay                               |
| ----------- | -------- | ------------------------------------- |
| Ibrahim 36' | Chi tiết | Matias 29' · Ricar 34' · Parrillo 36' |

### Bán kết
| México                                   | 5–2      | Uruguay       |
| ---------------------------------------- | -------- | ------------- |
| Plata 1', 20', 32', 35' · Villalobos 36' | Chi tiết | Ricar 4', 24' |

| Brasil                                         | 6–2      | Pháp                     |
| ---------------------------------------------- | -------- | ------------------------ |
| Buru 1', 2' · Bruno 9', 16' · Betinho 33', 34' | Chi tiết | Pérez 1' · Basquaise 35' |

### Tranh hạng ba
| Uruguay           | 2–2 (s.h.p.) | Pháp              |
| ----------------- | ------------ | ----------------- |
| Pampero 6', 30'   | Chi tiết     | Basquaise 1', 10' |
| Loạt sút luân lưu |              |                   |
| Ricar             | 1–0          | Pérez             |

### Chung kết
| México                     | 2–8      | Brasil                                                                             |
| -------------------------- | -------- | ---------------------------------------------------------------------------------- |
| Villalobos 14' · Plata 36' | Chi tiết | Andre 9', 28' · Bruno 11', 16' · Benjamin 14' · Buru 19' · Betinho 22' · Negao 36' |

## Vô địch
| Giải vô địch bóng đá bãi biển thế giới 2007              |
| -------------------------------------------------------- |
| · Brasil · Lần thứ 2 · Danh hiệu vô địch thế giới thứ 11 |

## Giải  thưởng
| Quả bóng vàng        | Quả bóng bạc   | Quả bóng đồng   |
| -------------------- | -------------- | --------------- |
| Buru                 | Madjer         | Morgan Plata    |
| Chiếc giày vàng      | Chiếc giày bạc | Chiếc giày đồng |
| Buru                 | Morgan Plata   | Bruno           |
| 10 bàn               | 9 bàn          | 8 bàn           |
| Giải phòng cách FIFA |                |                 |
| Brasil               |                |                 |

## Cầu thủ ghi bàn
| 10 bàn - Buru 9 bàn - Morgan Plata 8 bàn - Bruno - Madjer 7 bàn - Ricardo Villalobos - Jeremy Basquaise - Pape Koukpaki - Ricar 6 bàn - Alan - Andre - Roberto Pasquali 5 bàn - Sidney 4 bàn - Amarelle - Didier Samoun - Júnior Negrão - Stéphane François | 4 bàn (tiếp) - James Naka - Haidar Bashir - Javi Alvarez - Mario Chimienti - Shusei Yamauchi - Gomis Mbengue - Daniel 3 bàn - Oscar Gonzales - Bakhit Alabadla - Hamed Ghorbanpour - Mohammad Ahmadzadeh - Nico - Joshua Nolz - Isiaka Olawale - Betinho - Dmitry Shishin - Benyam Astorga - Ilya Leonov - Paolo Palmacci - Moslem Mesigar - Bilro - Ogbonnaya Okemmiri - Uga Okpara | 3 bàn (tiếp) - Javier Torres - Pampero - Parrillo 2 goals - Sebastien Perez - Benjamin - Damiano Maiorano - Zak Ibsen - Idoko Ibrahim - Federico Hilaire - Ali Aligoli - Facundo Minici - Gustavo Casado - Jevin Albuquerque - Qambar Sadeqi - Cristian Torres - Malick Dieng - Suleiman Usman - Miguel Beiro - Gustavo Rosales - Matias 40 cầu thủ khác mỗi cầu thủ 1 bàn |

## Bảng xếp hạng giải đấu
| VT | Đội              |
| -- | ---------------- |
| 1  | Brasil           |
| 2  | México           |
| 3  | Uruguay          |
| 4  | Pháp             |
| 5  | Sénégal          |
| 6  | Nigeria          |
| 7  | Tây Ban Nha      |
| 8  | Bồ Đào Nha       |
| 9  | Nga              |
| 10 | Ý                |
| 11 | Iran             |
| 12 | Argentina        |
| 13 | Hoa Kỳ           |
| 14 | UAE              |
| 15 | Nhật Bản         |
| 16 | Quần đảo Solomon |